# Nissan Armada
Nissan Armada (колишня назва Pathfinder Armada) — повнорозмірний SUV, що випускається компанією Nissan з 2004 року.

## Перше покоління (WA60)

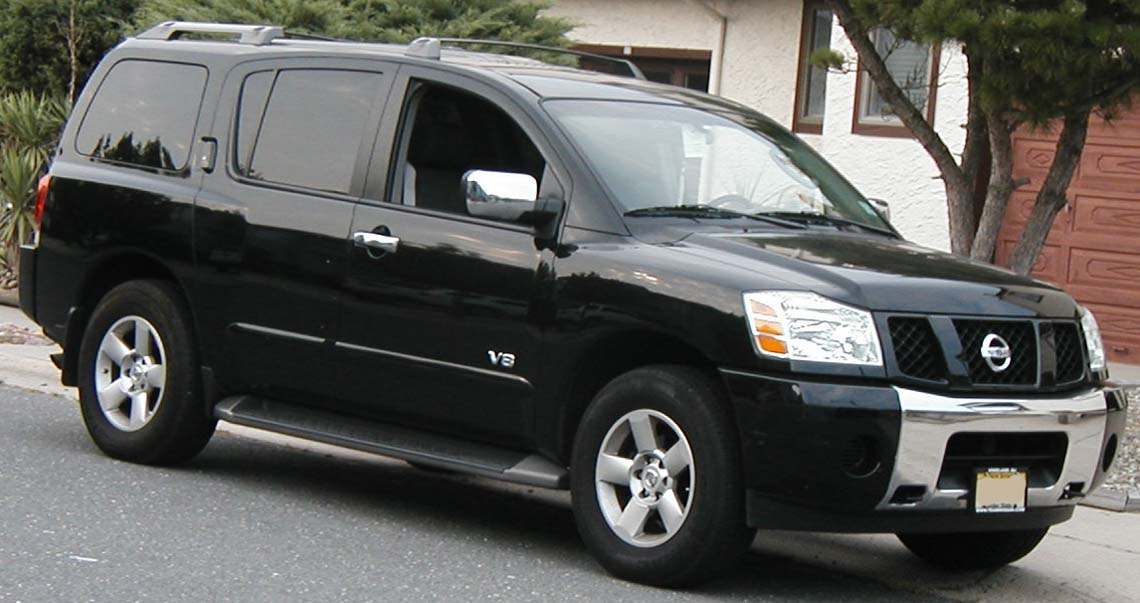
Nissan Armada (2004-2008)

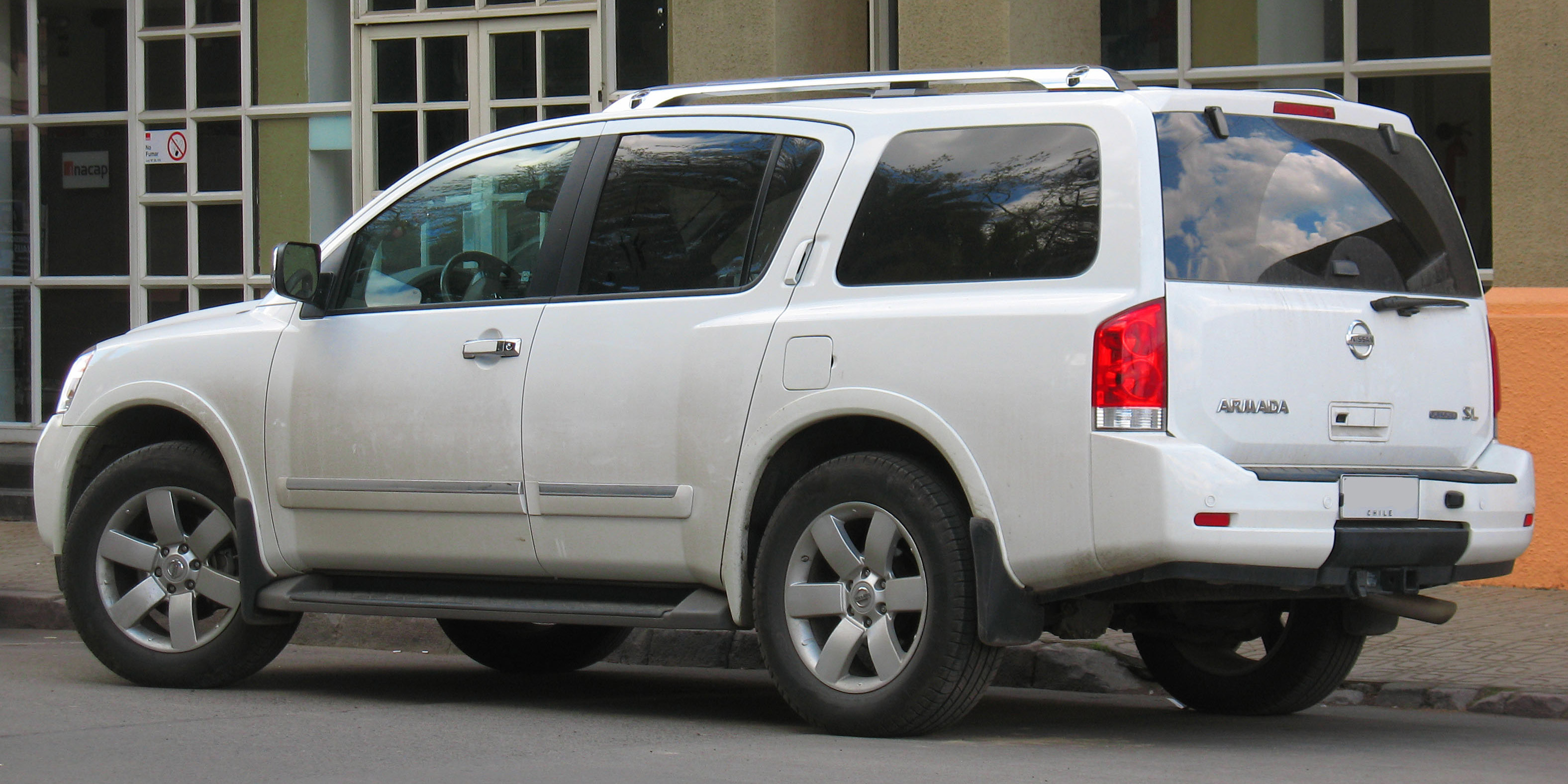
Nissan Armada

Nissan Armada першого покоління будується на фірмовій платформі Nissan F-Alpha, яку ділить з Nissan Titan (пікап), Nissan Xterra (SUV), Nissan Frontier (пікап, вантажівка) і Nissan Pathfinder (SUV). Люксова версія Nissan Armada продається як Infiniti QX56.
Armada комплектується двигуном VK56DE V8 об'ємом 5,6 літра і потужністю 317 к.с. (227 кВт). Трансмісія — п'ятиступінчастий автомат, постійний повний привод, або привід тільки на задні колеса. Автомобіль розроблений за всіма канонами американського «джипобудування», але з урахуванням останніх віянь автомобільної моди. В основі — лонжерона рама. Задня підвіска — незалежна, на подвійних поперечних важелях, завдяки чому вдалося досягти високої плавності ходу і хорошої керованості.
У семимісному салоні — три ряди сидінь, а по запасу простору для ніг пасажирів другого ряду Армаді немає рівних у класі: між передніми і середнім сидіннями — більше метра. Важіль автоматичної коробки — на центральному тунелі. Ручки задніх дверей зроблені на дверній стійці. Ця традиція ведеться з 1986 року, родоначальником якої був Nissan Pathfinder.

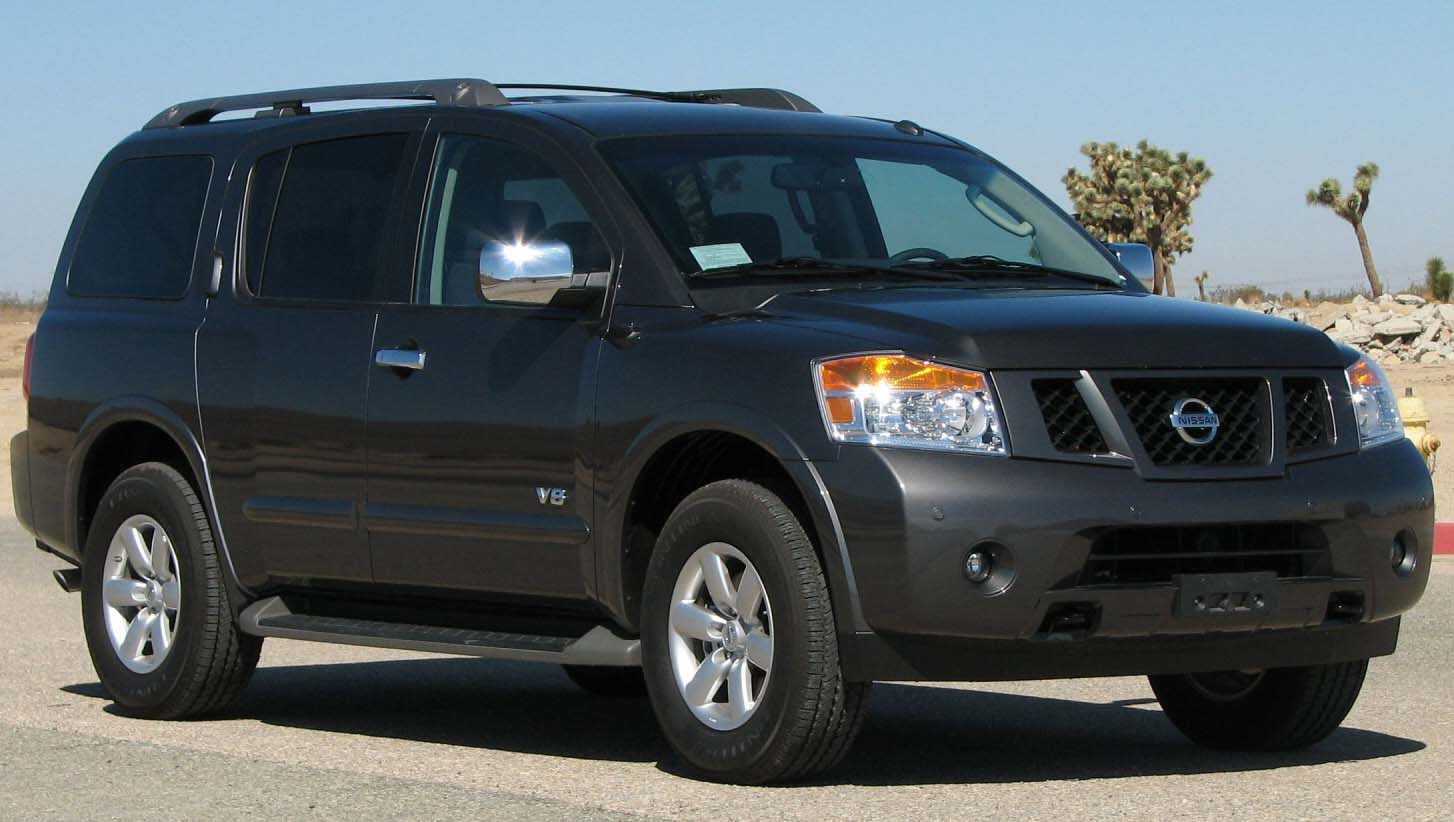
Nissan Armada (2008-2016)

Nissan Armada був спроектований для північноамериканського ринку і надійшов у продаж в 2004 модельному році. У 2008 році був проведений рестайлінг. Офіційно Armada продається тільки на північноамериканському ринку.
Відповідно до Consumer Reports Nissan Armada і Infiniti QX56 були дуже ненадійні, в першу чергу через проблеми з гальмами. Але в 2008 модельному році ці проблеми були вирішені.
За заявою виробника, Armada здатний буксирувати причіп масою до 4 тонн.
У 2015 році моделі SL і Platinum отримали нові колеса та декілька нових відтінків екстер’єру. Все інше лишилось незмінним. Базова модель Nissan Armada SV оснащена системою переднього та заднього кондиціонування повітря, консолями, вмонтованими в підлогу та стелю, боковими дзеркалами заднього виду з електроприводом та підігрівом, педалями з електроприводом, Bluetooth, водійським сидінням з вісьмома режимами налаштування та підігрівом, пасажирським сидінням з чотирма режимами налаштування та підігрівом та круїз-контролем.

### Двигун
- 5.6 л VK56DE V8 317 к.с.

## Друге покоління (Y62)

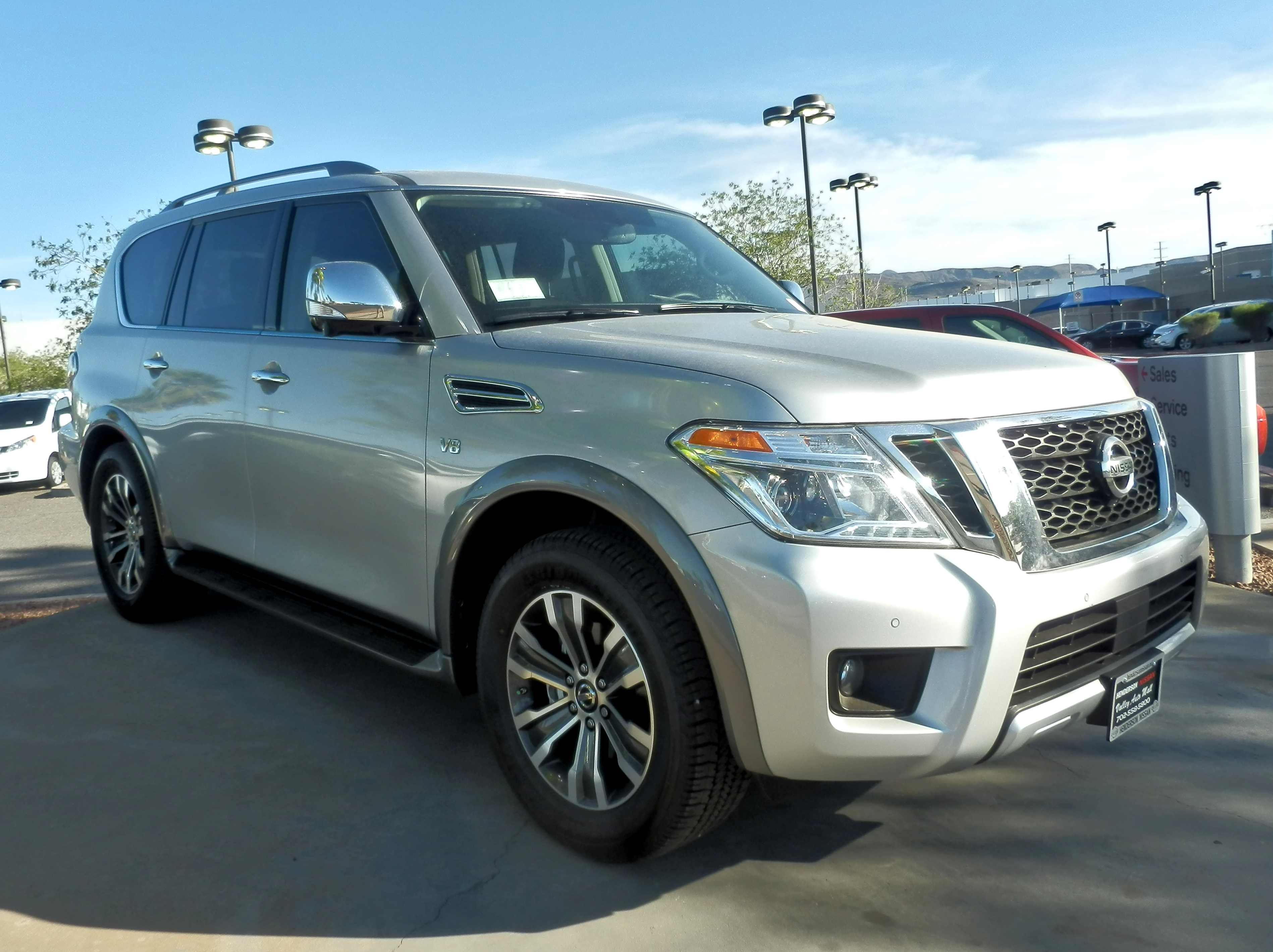
Nissan Armada ІІ (2017-2021)

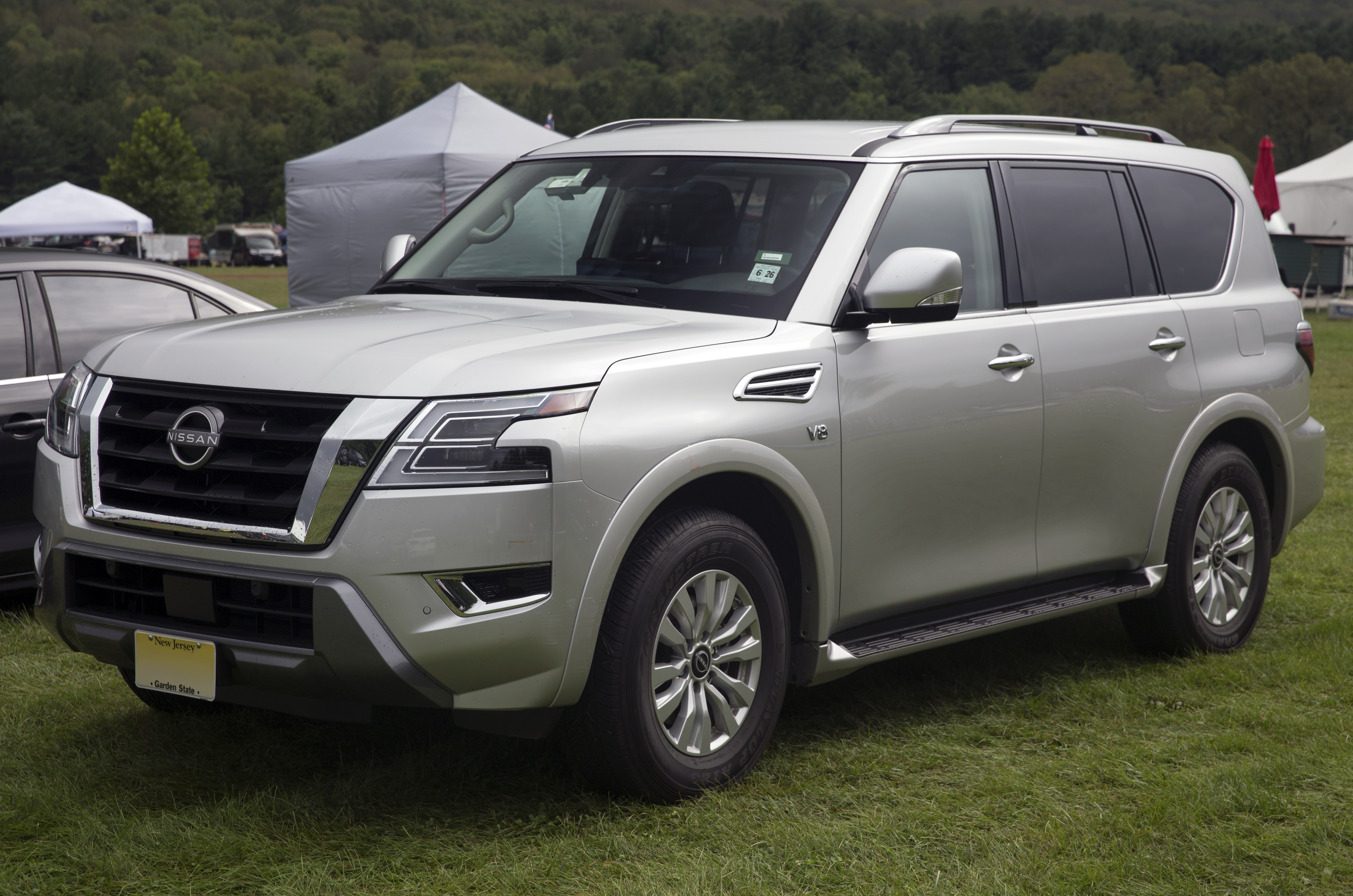
Nissan Armada ІІ (2021-2024)

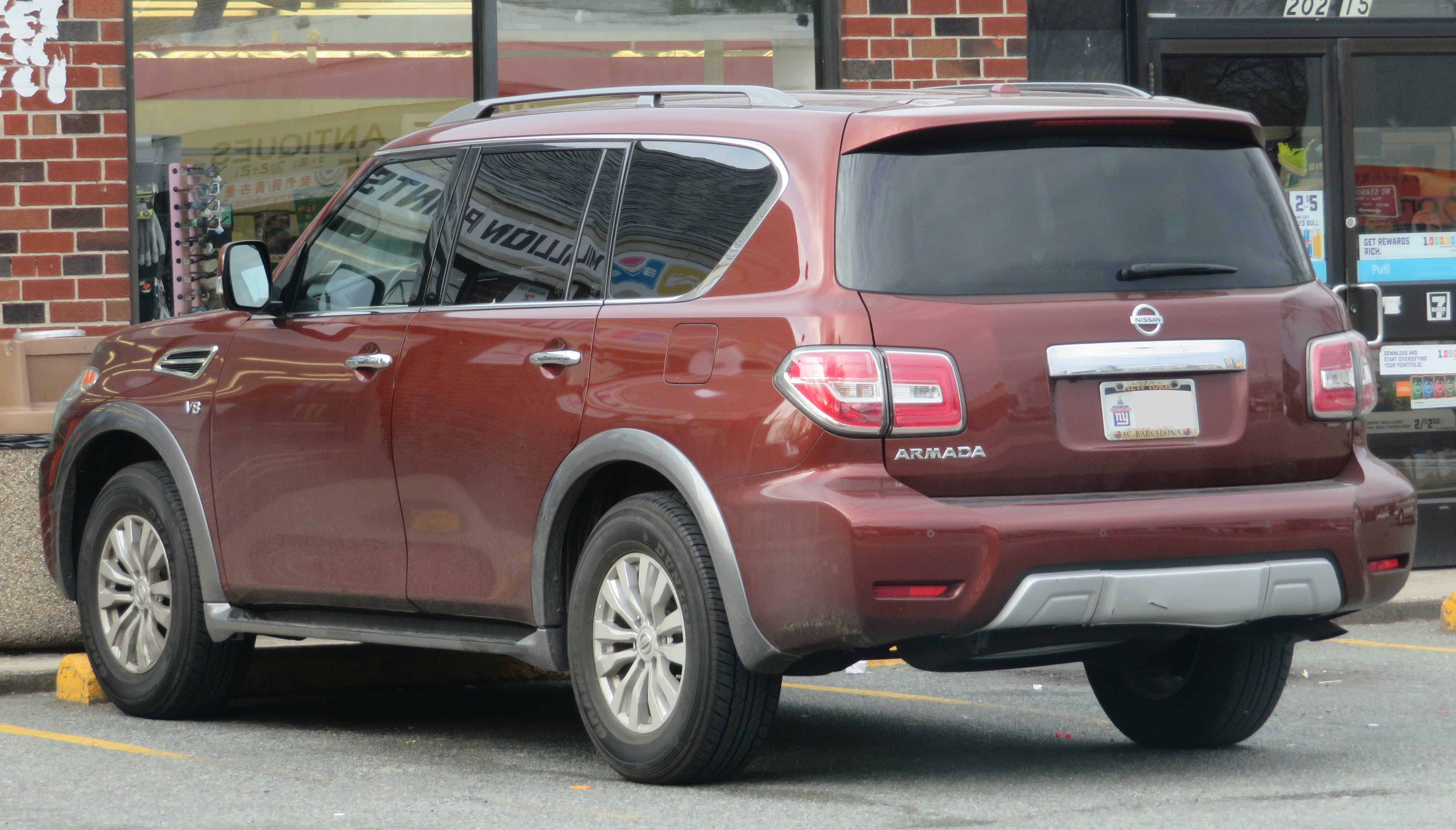
Nissan Armada ІІ

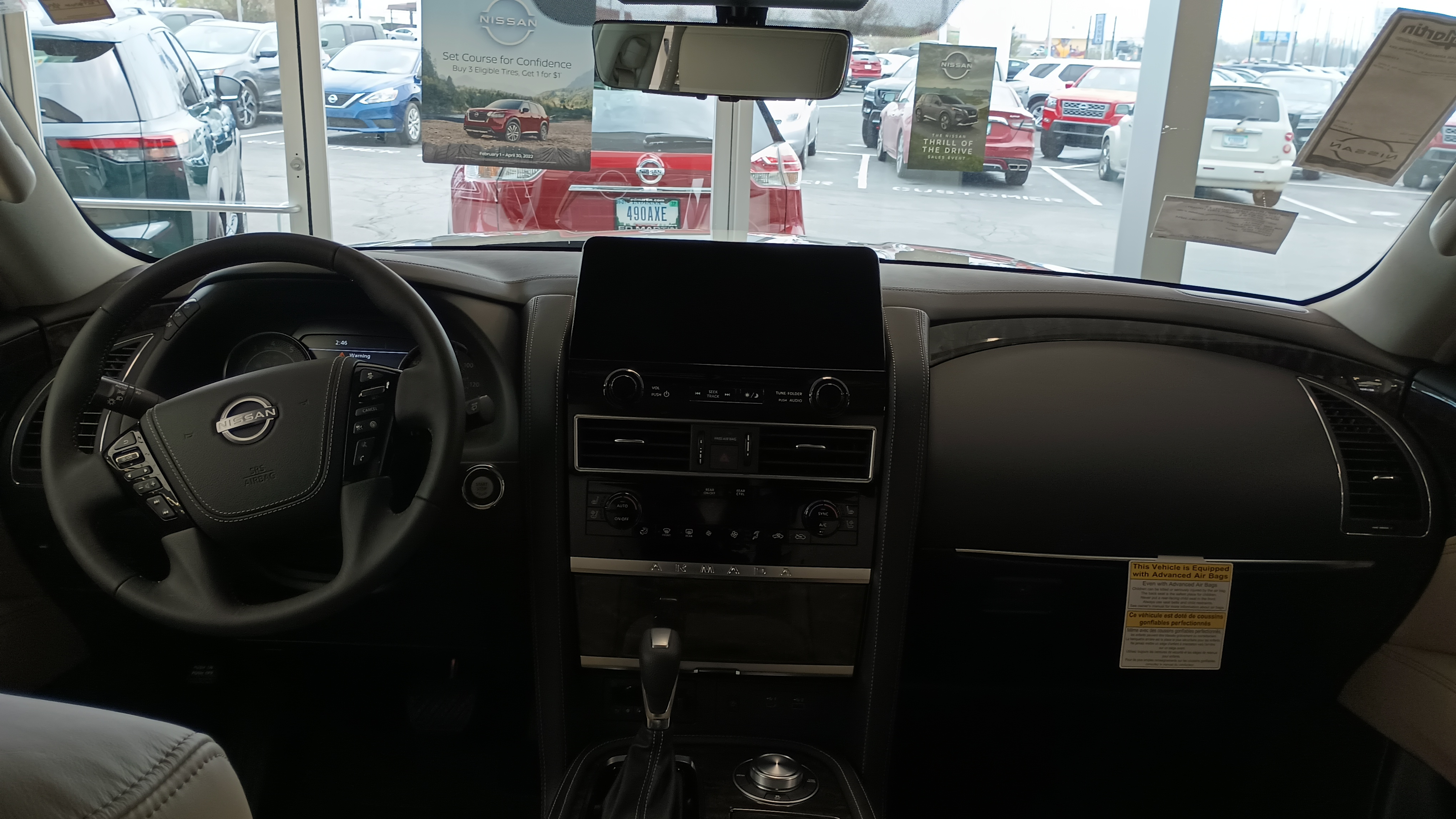

В першій половині 2016 року дебютувала нова Armada, яка є переробленою модифікацією Nissan Patrol Y62. Під капотом автомобіля розміщено двигун VK56VD V8 об'ємом 5,6 л, потужністю 390 к.с., крутним моментом 543 Нм.
В продаж модель надійшла в другій половині 2016 року.
У 2021 році Nissan оновив зовнішній вигляд Armada. Автомобіль отримав свіжий дизайн решітки радіатора та передньої частини кузова. В салоні з'явилась оновлена система мультимедіа з сенсорним екраном діагоналлю 12,3 дюйми.

### Двигуни
- 5.6 л VK56VD V8 390 к.с. 543 Нм

## Третє покоління (Y63)

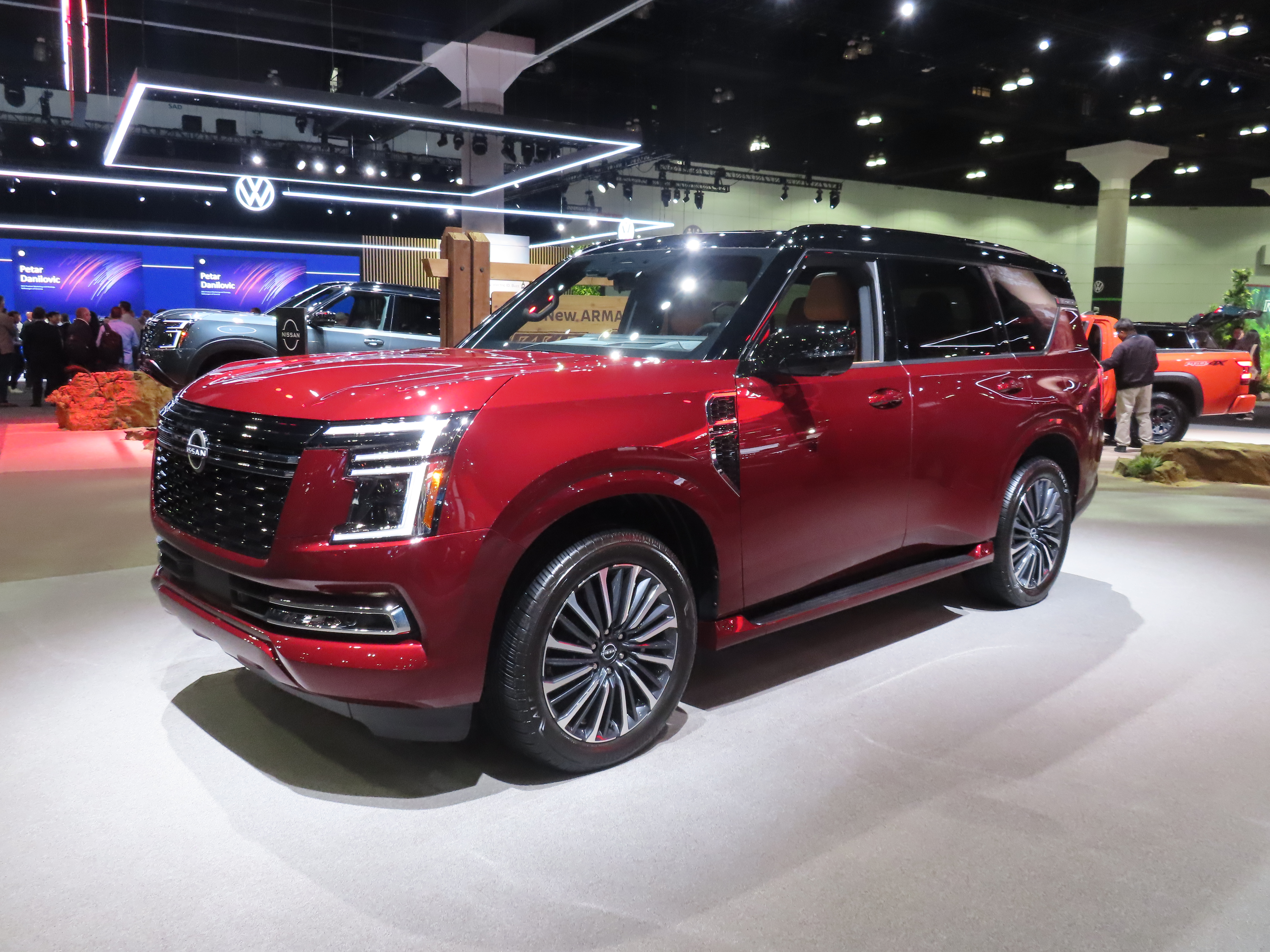
Nissan Armada III (з 2024)

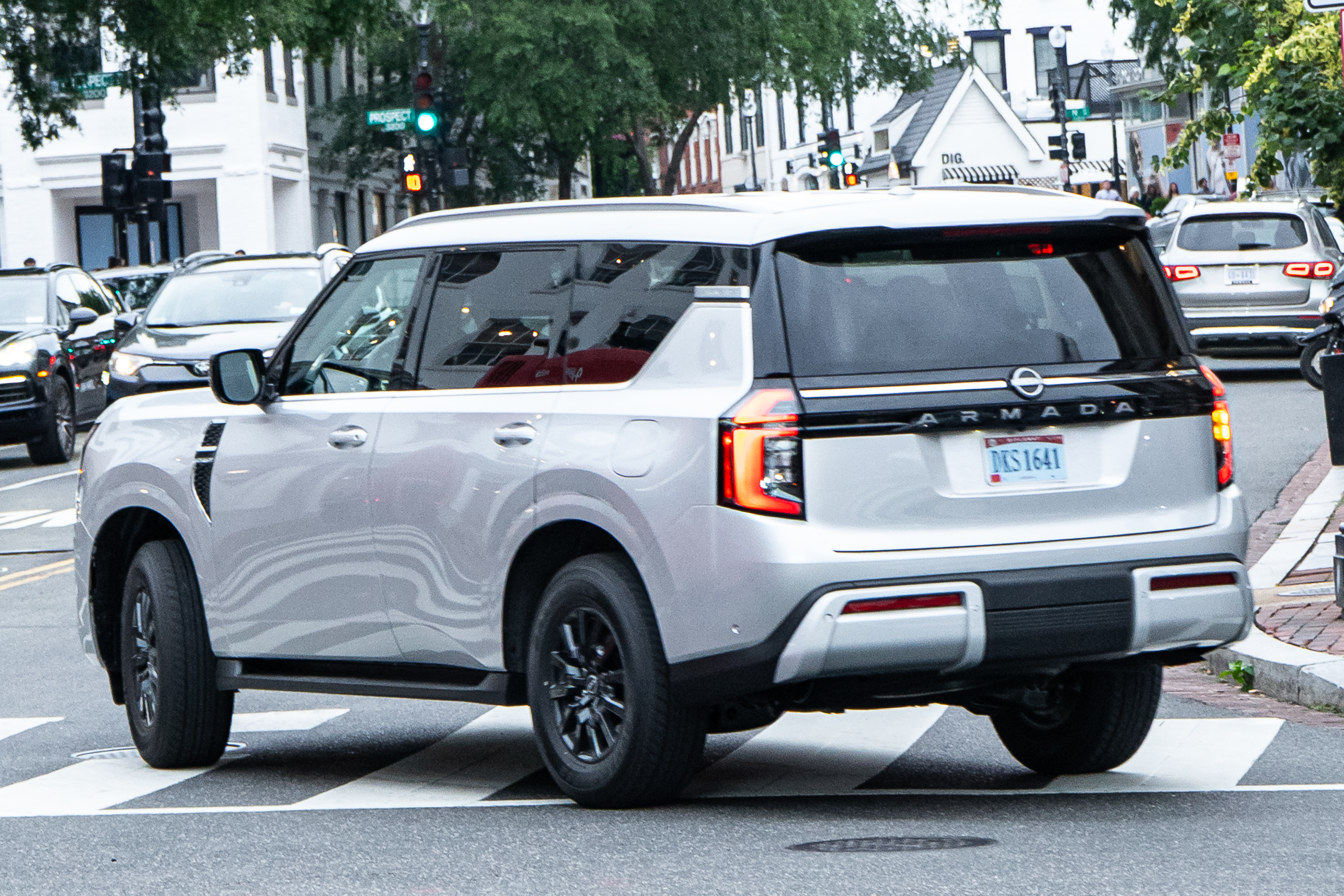

3 вересня 2024 року була представлена Armada 3 покоління, яка є переробленою версією Nissan Patrol Y63. 
Як і споріднений Infiniti QX80, Armada відмовляється від 5,6-літрового V8 на користь 3,5-літрового твін-турбо V6 потужністю 425 к.с. та крутним моментом 700 Нм. 
Задній привід є стандартним, повний привід є опціональним.

### Двигуни
- 3.5 л VR35DDTT V6 425 к.с. 700 Нм

## Продажі
| Рік  | США    |
| ---- | ------ |
| 2010 | 19,344 |
| 2011 | 18,311 |
| 2012 | 18,072 |
| 2013 | 14,383 |
| 2014 | 12,593 |
| 2015 | 12,737 |
| 2016 | 14,035 |
| 2017 | 35,667 |
| 2018 | 32,650 |